# جزر سان خوان

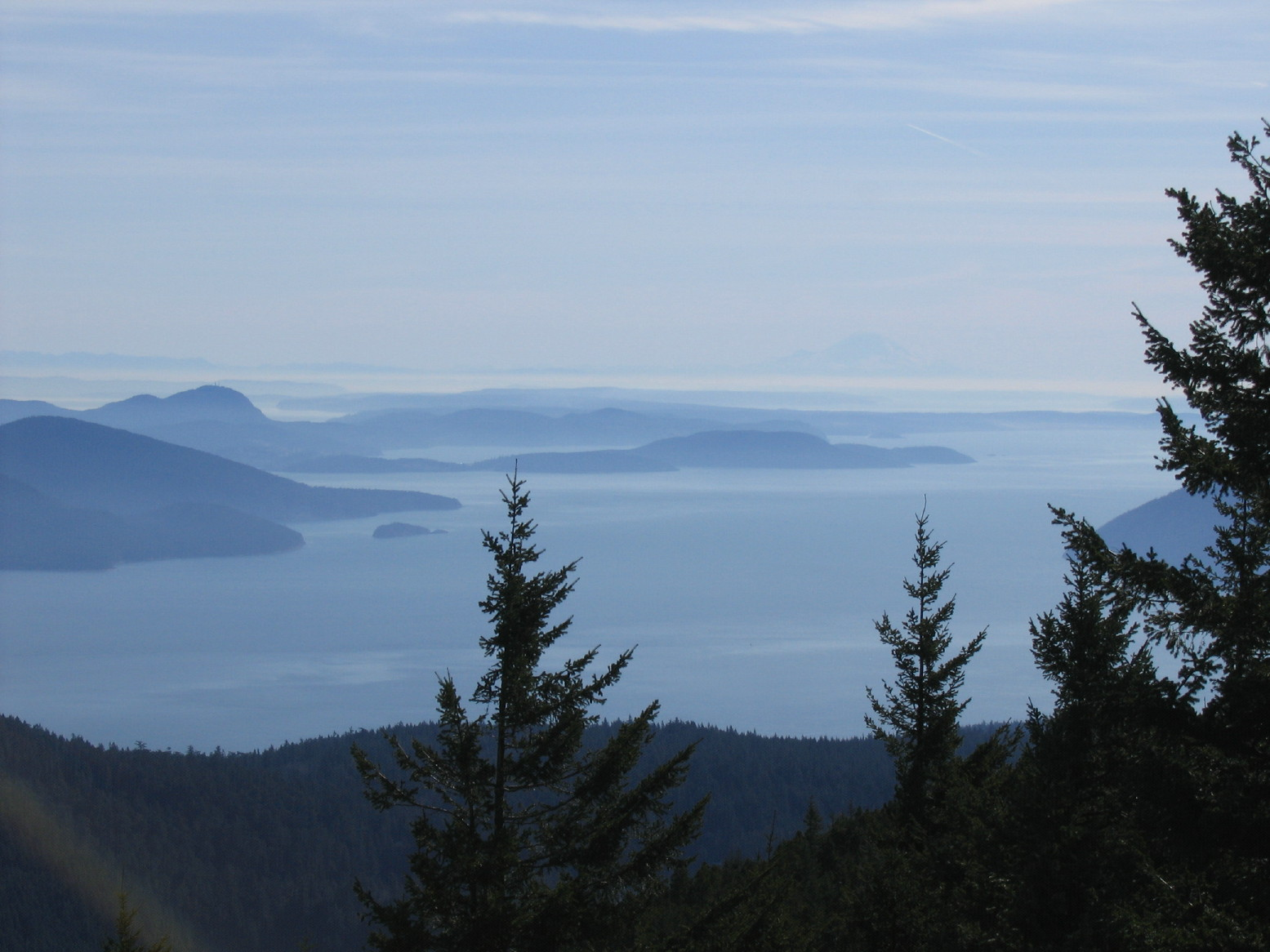

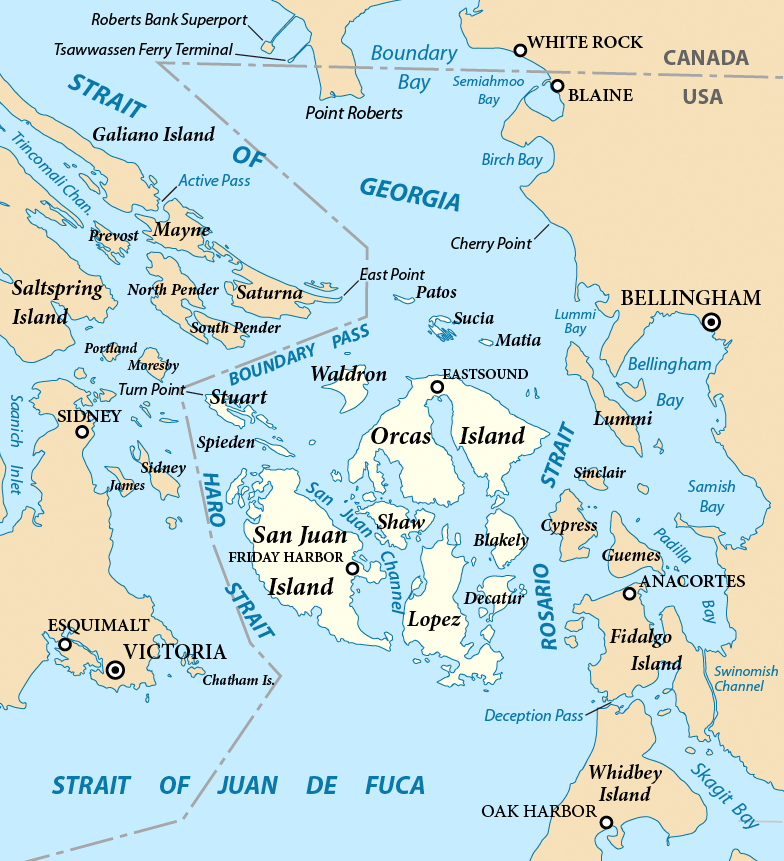
جزر سان خوان (باللون الأبيض) والمنطقة المحيطة بها

جزر سان خوان هي أرخبيل في الركن الشمالي الغربي من الولايات المتحدة في بحر ساليش، وينقسم إلى مجموعتين من الجزر على أساس السيادة الوطنية، وهي جزء من ولاية واشنطن. سدس هذه الجزر مأهول بالسكان بشكل دائم.